# Kozluca, Taşova
Kozluca là một xã thuộc huyện Taşova, tỉnh Amasya, Thổ Nhĩ Kỳ.